# Antonio Possevino
Antonio Possevino (Possevin dans de nombreux livres français), né le 12 juillet 1533 à Mantoue (Italie) et mort le 26 février 1611 à Ferrare (Italie) était un prêtre jésuite italien, théologien, auteur spirituel et controversiste. Il est surtout connu pour des missions diplomatiques entreprises comme légat pontifical dans des pays d'Europe de l'Est et du Nord.

## Jeunesse et formation
À la fin d’études secondaires à Mantoue Possevino va à Rome (1550) où il fréquente des cercles intellectuels. Le cardinal Ercole Gonzaga le prend comme secrétaire et précepteur de ses neveux, Francesco et Scipione. Avec eux il voyage et suit des cours de philosophie à Padoue (1557) et Naples (1559).
En juillet 1559 il est de nouveau à Padoue. Des sermons de Benedetto Palmio changent sa vie et le tournent vers une vocation religieuse. Son amitié avec Gagliardi le conduit à entrer dans la Compagnie de Jésus. Tous deux sont reçus le 29 septembre 1559, à Rome, par Diego Lainez. Après quelques semaines de noviciat il fait la théologie au Collège romain. Ses études sont interrompues car il est envoyé (1560) par Lainez auprès de son ancien protecteur, le duc Emmanuel-Philibert, pour en obtenir le soutien financier nécessaire à la fondation d’un collège dans le Piémont.

## Activités apostoliques en France
Ordonné prêtre à Fossano le 6 avril 1561 il est ensuite engagé dans la prédication à Turin et Chieri. Il passe en France en compagnie du duc de Savoie. Cependant les négociants italiens de Lyon craignant des réactions calvinistes dont ils sont souvent les victimes l’empêchent d’y prêcher le carême. Il retourne à Chieri mais est rappelé à Lyon en octobre 1563. Pendant une dizaine d’années la France sera son champ d’apostolat.
Edmond Auger, provincial de France, le charge de fonder un collège à Avignon. Possevino obtient le soutien des bourgeois de la ville et la fondation est un succès (1565). François de Borgia, nouveau supérieur général de la Compagnie de Jésus, le charge ensuite de la délicate mission de mettre fin aux mauvaises relations entre la Sorbonne et les jésuites de Paris. La situation s’améliore avec la Sorbonne, et Possevino obtient même de rencontrer Michel de l'Hospital (7 juillet 1565) dont il obtient qu’il écrive au parlement. Du roi il obtient des lettres patentes autorisant les jésuites à ouvrir des collèges en France. Le parlement cependant reste hostile. Cette mission, même si pas un succès total, révèle les dons de diplomate et négociateur que possède Possevino. La situation des jésuites au collège de Clermont en est notablement améliorée, et d’autres collèges peuvent s’ouvrir. C’est le point de départ d’une longue carrière diplomatique.
Appelé par le cardinal de Bourbon il aide à la fondation d’un collège à Rouen. Il est ensuite nommé recteur du collège d’Avignon. La présence d’un vice-recteur lui permet de parcourir tout le sud de la France comme prédicateur, de Marseille à Lyon, partout où il est nécessaire de contrer les ‘nouveautés’ protestantes qui se répandent.
Après une brève visite à Rome où il fait sa profession religieuse définitive (1er mai 1569) Possevino revient en France comme adjoint d’Everard Mercurian, visiteur canonique des maisons jésuites d’Aquitaine et France. Il règle d’autres affaires à Rouen (un collège) et à Dieppe. À Paris, il s’adonne à la prédication. Nommé recteur à Lyon (1571) il y reçoit François de Borgia, en route pour Rome. Débordant d’activités il participe au synode du diocèse de Besançon, y aidant l’évêque et son clergé à développer pour le diocèse une stratégie pastorale dans la ligne du concile de Trente.

## Diplomatie pour le Saint-Siège
Électeur de la province d’Aquitaine, Possevino participe à la 3e congrégation générale (1573) qui, à la suite du décès de Borgia, élit Everard Mercurian comme supérieur général de la Compagnie de Jésus. Ce dernier le garde à Rome comme secrétaire de la Compagnie : il le sera quatre ans. En 1576 il fonde le collège Saint-Athanase pour le clergé d’Europe de l’Est.

### Légation auprès du roi de Suède
En 1577 le pape Grégoire XIII lui confie une mission secrète de grande importante. Le roi Jean III Vasa marié à la princesse polonaise Catherine Jagellon souhaite se rapprocher de la religion catholique et a discrètement demandé l’aide du pape. Possevino arrive incognito à Stockholm le 19 décembre 1577. À la suite de longues conversations il en obtient une promesse de foi. De retour à Rome le 25 mai 1578 il fait valoir la réelle possibilité, avec la conversion de Jean III, d’un retour de la Suède au catholicisme. L’optimisme est grand. Le 1er décembre 1578 Possevino est nommé vicaire apostolique des missions du nord (Hongrie, Ruthénie, Moscovie, Lituanie, Poméranie, et Suède). Il est autorisé à ouvrir des séminaires en terres protestantes. Ce qu’il fait sur le voyage de retour en Suède, à Olomouc (Moravie) et Braniewo en Pologne. Il arrive à Stockholm le 24 juillet 1579. Mais le vent y a tourné : constatant que le roi n’a aucune intention de devenir catholique Possevino nomme un chapelain catholique pour la reine. Lui-même quitte la Suède le 10 août 1580.

### Missions diplomatiques en Pologne et Moscovie

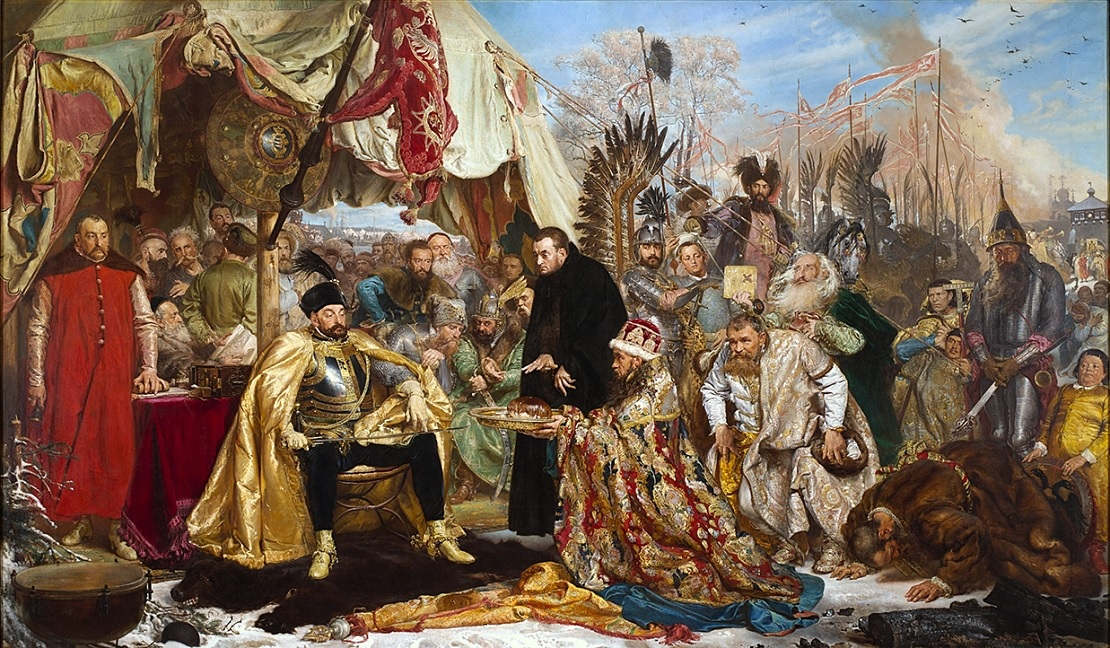
La paix de Jam Zapolski. Au centre:le père Antonio Possevino

Subissant plusieurs défaites militaires face à Étienne Bathory, roi de Pologne, le tsar de Moscovie Ivan IV 'le Terrible' sollicite l’intervention du pape Grégoire XIII comme médiateur. Celui-ci envoie Possevino (27 mars 1581) avec une double mission : rétablir la paix entre la Pologne et la Moscovie et obtenir l’union de l’Église orthodoxe avec l’Église catholique romaine. Possevino gagne la confiance des deux belligérants qu’il rencontre personnellement. Une trêve de dix ans est signée le 15 janvier 1582: c'est la paix de Jam Zapolski. En ce qui concerne le projet d’union des Églises, c’est un échec. Possevino le met sur le compte de l’ignorance religieuse des Russes et le despotisme d’Ivan IV.
Rentré à Rome en septembre 1582, il est presque immédiatement renvoyé en Pologne pour y régler un différend de frontière entre le roi Étienne Bathory et le duc Rodolphe de Transylvanie. Possevino fonde un séminaire à Tartu en Estonie (1582) et ouvre un autre, avec le soutien d’Étienne Bathory, à Cluj, dans la Roumanie actuelle, en 1583. Il obtient également pour les jésuites l’église Sainte-Barbe de Cracovie. Il est engagé dans des négociations secrètes avec le roi de Pologne pour la fondation d’un collège dans la même ville. Mal vu des jésuites polonais, il est finalement relevé de ses fonctions de légat pontifical par Grégoire XIII (5 février 1585), cédant aux demandes conjointes de l’Empereur, du nonce en Pologne et du supérieur général des jésuites, Claudio Acquaviva. Se retirant à Braniewo il se consacre à l’écriture.
En septembre 1586 il repart pour Rome, comme messager d’Étienne Bathory qui souhaite le soutien du pape dans son nouveau conflit avec la Moscovie. En cours de route il apprend le décès du roi (12 décembre 1586) et rentre immédiatement à Braniewo. Malgré les précautions prises durant l’interrègne il est soupçonné par les Autrichiens d’utiliser de grandes sommes d’argent pour favoriser un vote en faveur de Sigismond. Ils en appellent au pape qui ordonne à Possevino de rentrer en Italie. En semi exil, il s’installe à Padoue.

## Écrivain et maitre spirituel à Padoue
Possevino se consacre à de grandes œuvres au service de la théologie et de l’histoire ecclésiastique. C’est l’époque de sa Biblioteca selecta (1593) et du Apparatus sacer ad scriptores veteris et novi testamenti (1603). Le premier présente une méthode d’étude de différentes disciplines avec les auteurs principaux dans chaque domaine. Le second est une bibliographie de 8000 auteurs ecclésiastiques, anciens et contemporains, avec un résumé de leurs vies et opinions, et incluant un avis commenté sur leurs œuvres. Il est engagé également dans des controverses avec les protestants, et écrit des traités d’histoire ecclésiastique et des œuvres à caractère spirituel.
Possevino donne une nouvelle impulsion à la manière de donner les Exercices spirituels. Il les donne de manière individuelle à des personnes importantes et influentes, évêques, religieux. Le jeune François de Sales, étudiant le droit à l'université de Padoue le choisit comme directeur spirituel et fait les Exercices sous sa direction.
Il continue par ailleurs ses activités de prédicateur, à Mantoue, Venise et Bologne. Il est souvent amené à participer à des synodes diocésains, et contribue, en particulier, aux réformes des diocèses de Mantoue et Monferrato. Possevino meurt à Ferrare le 26 février 1611.

## Œuvres
- Missio Moscovitica dans (éd. Giannantonio Valtrini) Annuae litterae Societatis Jesu anni MDLXXXII (p. 226–272). La Relation de voyage a été réédité par P. Pierling (S.J.), Antonii Possevini Missio Moscovitica ex annuis litteris Societatis Jesu excerpta et adnotationibus illustrata. Parisiis 1882.
- Trattato del santissimo sacrificio dell'altare detto messa, Lyon, 1563.
- Il soldato cristiano, Rome, 1569.
- De necessitate et utilitate docendi catholici catechismi, Cracovie, 1583.
- Moscovia, Vilna, 1586.
- Iudicium de Nuae militis scriptis, Rome, 1592. (Iudicium de Nuae scriptis - Google Books)
- Bibliotheca selecta, Rome, 1593.
- Apparatus ad omnium gentium historiam, Venise, 1597.(Antonii Possevini Apparatus ad … - Google Books)
- Apparatus sacer ad scriptores Veteris et Novi Testamenti, Venise, 1603.

Écrits de controverse:
- Risposta a Pietro Vireto, Nicolo Balbiani. e a due altri heretici, Avignon, 1566.
- Notæ verbi Dei et Apostolicæ Ecclesiæ,Posen, 1586.
- Nuova risposta di Giovanni Filoteo d'Asti, Bologna, 1607.
- Risposto del Sig. Paolo Anafesto, Bologna, 1607.